# Thần tượng Bolero
Thần tượng Bolero là chương trình dựa trên format gốc Nation's best voice của Time Symphony (Anh Quốc) được Công ty Cát Tiên Sa mua bản quyền và lên sóng trên kênh VTV3 của Đài Truyền hình Việt Nam. Đây là một cuộc thi tìm kiếm tài năng ca hát mang tầm quốc gia với quy mô mở rộng trên khắp cả nước. Chương trình mang đến cơ hội biểu diễn trên một sân khấu chuyên nghiệp cho những thí sinh có niềm đam mê với các dòng nhạc trữ tình, quê hương và dân ca. Đối tượng tham gia chương trình là những thí sinh từ 15 tuổi trở lên. Đây là hành trình tìm kiếm những tài năng âm nhạc sở hữu giọng hát xuất sắc, giàu cảm xúc và phong cách biểu diễn chuyên nghiệp. Thần tượng Bolero không chỉ là cuộc thi ca hát đơn thuần mà nó là cuộc hành trình chinh phục cảm xúc của những giọng ca ngọt ngào, tình cảm. Chương trình mang tính chất khác biệt ở mức độ đầu tư quy mô, chuyên nghiệp với sự đẳng cấp và sang trọng. Chương trình được phát sóng vào các tối thứ 5 hàng tuần từ ngày 28/1/2016 đến hết ngày 11/7/2019.

## Hình thức

### Vòng tinh hoa
Ở vòng đầu tiên, 4 huấn luyện viên sẽ ngồi vào chiếc ghế xoay, và họ nghe thí sinh thể hiện giọng hát của mình. Nếu cảm nhận giọng hát hay, phù hợp, huấn luyện viên sẽ bấm nút để chiếc ghế xoay về hướng sân khấu, điều này coi như huấn luyện viên đó đã chọn thí sinh về đội mình. Nhưng nếu có từ 2 huấn luyện viên trở lên cùng chọn, thì quyền quyết định vào đội của huấn luyện viên nào sẽ thuộc về lựa chọn của chính thí sinh, còn trường hợp không có huấn luyện viên nào bấm nút thì có nghĩa thí sinh bị loại. Mỗi huấn luyện viên được quyền bấm nút đỏ 1 lần để giành và giúp thí sinh an toàn trong vòng Thách đấu (tức vào thẳng vòng Liveshow).

### Vòng thách đấu
Sau vòng thử giọng Tinh hoa, Ban tổ chức và huấn luyện viên sẽ lần lượt bắt cặp cho các thí sinh trong mỗi đội, mỗi đội sẽ có 9 thí sinh (tùy quốc gia sẽ có số lượng khác nhau) và phân thành 4 cặp để tham gia biểu diễn đối kháng, mỗi cặp thí sinh của từng huấn luyện viên sẽ loại nhau trên sân khấu được thiết kế như võ đài môn quyền anh, huấn luyện viên sẽ quyết định chọn thí sính mình ưng ý nhất đi tiếp. Thí sinh được các huấn luyện viên bấm nút đỏ từ vòng Tinh hoa sẽ được bắt cặp song ca với nhau.

### Vòng liveshow
Ở vòng thi liveshow, đây sẽ là nơi để thí sinh thể hiện bản lĩnh sân khấu, phô diễn giọng hát, mỗi tuần sẽ có 2 đội lần lượt tham gia biểu diễn, là cuộc tranh tài của hai huấn luyện viên. Các thí sinh sẽ hát đơn ca, song ca hoặc tam ca trên sân khấu. Kết quả của đêm biểu diễn sẽ được công bố vào đêm diễn của 2 đội tiếp theo. Các thí sinh có được đi tiếp hay không là do sự lựa chọn của huấn luyện viên và lượt bình chọn của khán giả (50/50). Đến đêm Chung kết, lượt bình chọn của khán giả sẽ quyết định người chiến thắng. Nhà vô địch sẽ nhận được giải thưởng 500.000.000 VNĐ.

## Huấn luyện viên
| Huấn luyện viên | Mùa | Mùa | Mùa | Mùa |
| Huấn luyện viên | 1   | 2   | 3   | 4   |
| --------------- | --- | --- | --- | --- |
| Quang Linh      |     |     |     |     |
| Quang Dũng      |     |     |     |     |
| Cẩm Ly          |     |     |     |     |
| Đan Trường      |     |     |     |     |
| Lệ Quyên        |     |     |     |     |
| Đàm Vĩnh Hưng   |     |     |     |     |
| Quang Lê        |     |     |     |     |
| Ngọc Sơn        |     |     |     |     |
| Như Quỳnh       |     |     |     |     |
| Giao Linh       |     |     |     |     |
| Đình Văn        |     |     |     |     |
| Giang Hồng Ngọc |     |     |     |     |
| Tố My           |     |     |     |     |

## Mùa 1
Mùa 1 bắt đầu từ ngày 28 tháng 1 năm 2016, kết thúc ngày 20 tháng 5 năm 2016 và được chiếu trên VTV3, với 4 huấn luyện viên là Quang Linh, Quang Dũng, Cẩm Ly và Đan Trường. Họ dẫn dắt một nhóm gồm 14 người. Chiến thắng mùa này thuộc về Trung Quang của đội huấn luyện viên Đan Trường.
| Thứ hạng | Thí sinh       | Huấn luyện viên | Kết quả     |
| -------- | -------------- | --------------- | ----------- |
| 1        | Trung Quang    | Đan Trường      | Nhà vô địch |
| 2        | Cao Công Nghĩa | Cẩm Ly          | Top 4       |
| 3        | Đình Phước     | Quang Linh      | Top 4       |
| 4        | Phương Anh     | Quang Linh      | Top 4       |
| 5        | Đình Nguyên    | Cẩm Ly          | Top 8       |
| 6        | Yên Nhiên      | Đan Trường      | Top 8       |
| 7        | Minh Thảo      | Quang Dũng      | Top 8       |
| 8        | Mai Phương     | Quang Dũng      | Top 8       |

Thí sinh mùa 1:
| Thứ hạng       | Thứ hạng                            | Đội Quang Linh        | Đội Quang Dũng       | Đội Cẩm Ly            | Đội Đan Trường |
| -------------- | ----------------------------------- | --------------------- | -------------------- | --------------------- | -------------- |
| Vòng liveshow  |                                     |                       |                      |                       |                |
| TOP 4          | Võ Đình Phước & Trần Thị Phương Anh |                       | Cao Công Nghĩa       | Ngô Trung Quang       |                |
| TOP 5          |                                     |                       | Tạ Đình Nguyên       |                       |                |
| TOP 6          |                                     |                       |                      | Trương Phan Yên Nhiên |                |
| TOP 7          |                                     | Nguyễn Ngọc Minh Thảo |                      |                       |                |
| TOP 8          |                                     | Nguyễn Mai Phương     |                      |                       |                |
| TOP 12         | Trường Sơn                          | Trần Hằng             | Nguyễn Bảo Nam       | Trần Thị Hồng Quyên   |                |
| TOP 16         | Đinh Thị Mỹ Linh                    | Phúc Lâm              | Đặng Thành Thiện     | Nguyễn Duy            |                |
| TOP 20         | Huỳnh Thật                          | Nguyễn Quý Sỹ         | Huỳnh Thanh Vinh     | Lê Chinh              |                |
| Vòng thách đấu |                                     |                       |                      |                       |                |
| Bị loại        | Mai Trọng Linh                      | Nguyễn Hoàng Thuận    | Hồ Ngọc Vàng         | Hồ Thị Phương Liên    |                |
| Bị loại        | Ngô Huỳnh Minh Tâm                  | Cao Lan               | Lê Bảo Toàn          | Đinh Kiếm Hào         |                |
| Bị loại        | Trần Thanh Phương                   | Trương Thị Hảo        | Trần Thị Phương Ý    | Nguyễn Tiến Vinh      |                |
| Bị loại        | Hà Thế Dũng                         | Nguyễn Viết Hà        | Nguyễn Thị Kim Cương | Lê Hoàng Nguyên       |                |

## Mùa 2
Mùa 2 bắt đầu phát sóng từ ngày 9 tháng 3 năm 2017 và kết thúc ngày 15 tháng 6 năm 2017, với 4 vị huấn luyện viên là ca sĩ Ngọc Sơn, ca sĩ Lệ Quyên, ca sĩ Đàm Vĩnh Hưng và ca sĩ Quang Lê. Chiến thắng mùa 2 thuộc về Helen Thủy của đội huấn luyện viên Đàm Vĩnh Hưng.
Thí sinh mùa 2 gồm:
| Đội Quang Lê               | Đội Đàm Vĩnh Hưng                   | Đội Lệ Quyên               | Đội Ngọc Sơn          |
| -------------------------- | ----------------------------------- | -------------------------- | --------------------- |
| Ngô Văn Lực                | Chu Hoàng Tuấn (Chu Anh Tuấn)       | Đỗ Mạnh Đồng               | Nguyễn Đắc Long       |
| Hạ Vân (Phạm Thị Lan Thắm) | Alan Hùng Cường (Nguyễn Hùng Cường) | Phan Thị Ý Linh            | Lê Bá Hòa             |
| Dũng Sến (Lưu Văn Dũng)    | Trương Thanh Diễm                   | Nguyễn Thị Mai Hường       | Lê Quốc Bằng Chương   |
| Đặng Hồng Nhung            | Nguyễn Văn Quốc                     | Triều Quân (Võ Tiến Thông) | Đỗ Đình Toàn          |
| Lý Thu Thảo                | Võ Duy Thắng                        | Hải Yến                    | Thạch Phay            |
| Phương Thảo                | Hà Sỹ Hiếu                          | Lê Mai                     | Phan Thị Hồng Diễm    |
| Hoàng Ngọc Sơn             | Cao Hoàng Oanh (Cao Thị Diệu Hiền)  | Võ Đức Nhâm                | Hồ Phương Liên        |
| Yên Hà                     | Hellen Thủy (Nguyễn Thị Thủy)       | Võ Thị Xuân Hương          | Nguyễn Thị Ngọc Huyền |

Kết quả:
| Thứ hạng | Thí sinh       | Huấn luyện viên | Kết quả     |
| -------- | -------------- | --------------- | ----------- |
| 1        | Hellen Thủy    | Đàm Vĩnh Hưng   | Nhà vô địch |
| 2        | Hoàng Ngọc Sơn | Quang Lê        | Top 4       |
| 3        | Triều Quân     | Lệ Quyên        | Top 4       |
| 4        | Hồ Phương Liên | Ngọc Sơn        | Top 4       |

## Mùa 3
Mùa 3 bắt đầu phát sóng từ ngày 25 tháng 1 năm 2018 và kết thúc ngày 17 tháng 5 năm 2018 với 3 vị huấn luyện viên là ca sĩ Ngọc Sơn, ca sĩ Như Quỳnh và ca sĩ Quang Lê. Đặc biệt, trong mùa 3 có sự tham gia của nữ ca sĩ hải ngoại Như Quỳnh. Chiến thắng mùa 3 thuộc về Duy Cường của đội huấn luyện viên Ngọc Sơn.
Thí sinh mùa 3 gồm:
| Đội Ngọc Sơn     | Đội Như Quỳnh | Đội Quang Lê            |
| ---------------- | ------------- | ----------------------- |
| Châu Giang       | Yuuki Ánh Bùi | Nguyễn Đức Trường       |
| Đoàn Việt Phương | Hoàng Hải     | Thanh Lan               |
| Hoàng Văn Nhân   | Kelvin Chính  | Duy Khương              |
| Hà Thu           | Sa Lý         | Văn Trần (Trần Văn Huế) |
| Dương Ngọc Hải   | Khánh Linh    | Dương Duy Toàn          |
| Nhã Thanh        | Hoàng Thiên   | Ngọc Diệp               |
| Duy Cường        | Thanh Sơn     | Minh Thức               |
| Quỳnh Trâm       | Tuấn Anh      | Đinh Ngọc Danh          |
| Quang Long       | Nhật Minh     | Lê Thúy Anh             |
| Thành Nhân       | Thanh Tuyền   | Lê Văn Toàn             |
|                  | Việt Hà       | Hoàng Bá Huy            |

Kết quả:
| Thứ hạng | Thí sinh       | Huấn luyện viên | Kết quả     |
| -------- | -------------- | --------------- | ----------- |
| 1        | Duy Cường      | Ngọc Sơn        | Nhà vô địch |
| 2        | Hoàng Ngân Ánh | Như Quỳnh       | Top 4       |
| 3        | Lê Thúy Anh    | Quang Lê        | Top 4       |
| 4        | Thanh Lan      | Quang Lê        | Top 4       |

## Mùa 4
Mùa 4 bắt đầu phát sóng từ ngày 4 tháng 4 năm 2019 và kết thúc ngày 11 tháng 7 năm 2019 và lên sóng vào lúc 20 giờ 30 thứ Năm hàng tuàn,   với 3 cặp huấn luyện viên là Đình Văn-Giao Linh, Ngọc Sơn-Giang Hồng Ngọc và Quang Lê-Tố My.
Kết quả:
| Thứ hạng | Thí sinh      | Huấn luyện viên          | Kết quả   |
| -------- | ------------- | ------------------------ | --------- |
| 1        | Phương Ý      | Ngọc Sơn-Giang Hồng Ngọc | Quán quân |
| 2        | Tô Ngọc Hà    | Giao Linh-Đình Văn       | giải Bạc  |
| 3        | Dương Kim Ánh | Quang Lê-Tố My           | giải Bạc  |
| 4        | Minh Dũng     | Ngọc Sơn-Giang Hồng Ngọc | giải Đồng |
| 5        | Thái Ngân     | Ngọc Sơn-Giang Hồng Ngọc | giải Đồng |
| 6        | Trọng Hải     | Quang Lê-Tố My           | giải Đồng |
|          |               |                          |           |

## Người dẫn chương trình
| Người dẫn chương trình  | Mùa      | Mùa      | Mùa      | Mùa      |
| ----------------------- | -------- | -------- | -------- | -------- |
| Người dẫn chương trình  | 1 (2016) | 2 (2017) | 3 (2018) | 4 (2019) |
| Thanh Bạch - Thanh Thảo | Có       | Không    | Không    | Không    |
| Phí Linh - Quốc Bình    | Không    | Có       | Không    | Không    |
| Quỳnh Chi               | Không    | Không    | Có       | Có       |

## Tạm ngừng phát sóng
Trong suốt thời gian lên sóng, chương trình đã có 1 số lần phải tạm ngừng phát sóng do trùng thời diễn ra sự kiện đặc biệt và phát sóng trở lại sau 7 ngày. Cụ thể:
- Trong các ngày 11/2/2016 (Mùng 4 tết Bính Thân) và 22/2/2018 (Mùng 7 tết Mậu Tuất), do trùng với lịch phát sóng các chương trình trong dịp Tết Nguyên Đán.
- 15/2/2018 (30 Tết), do trùng với thời điểm hòa sóng VTV trong dịp tết Nguyên Đán Mậu Tuất 2018.

## Kết thúc sứ mệnh
Do không phát sóng mùa 5 vào năm 2020, chương trình Thần tượng Bolero chính thức nói lời chia tay khán giả sau 4 mùa phát sóng do đại dịch Covid-19 tại Việt Nam.